# Kuruçeşme
Kuruçeşme è una mahalle della municipalità e del distretto di Beşiktaş, nella provincia di Istanbul, in Turchia. Si trova sul lato europeo del Bosforo, tra i quartieri di Ortaköy e Arnavutköy.

## Storia
Storicamente, il quartiere era chiamato con vari nomi come Bithias o Bythias, Kalamos, Amopolos, Bytharia. Si trovava nell'antica Tracia ed è stato abitato fino all'epoca romana. Il nome attuale si riferisce a una fontana storica della moschea del XV secolo costruita da Osman Efendi, il principale poeta tezkire del sultano ottomano Mehmed II (r. 1444-1446, 1451-1481), e significa letteralmente "Fontana secca".

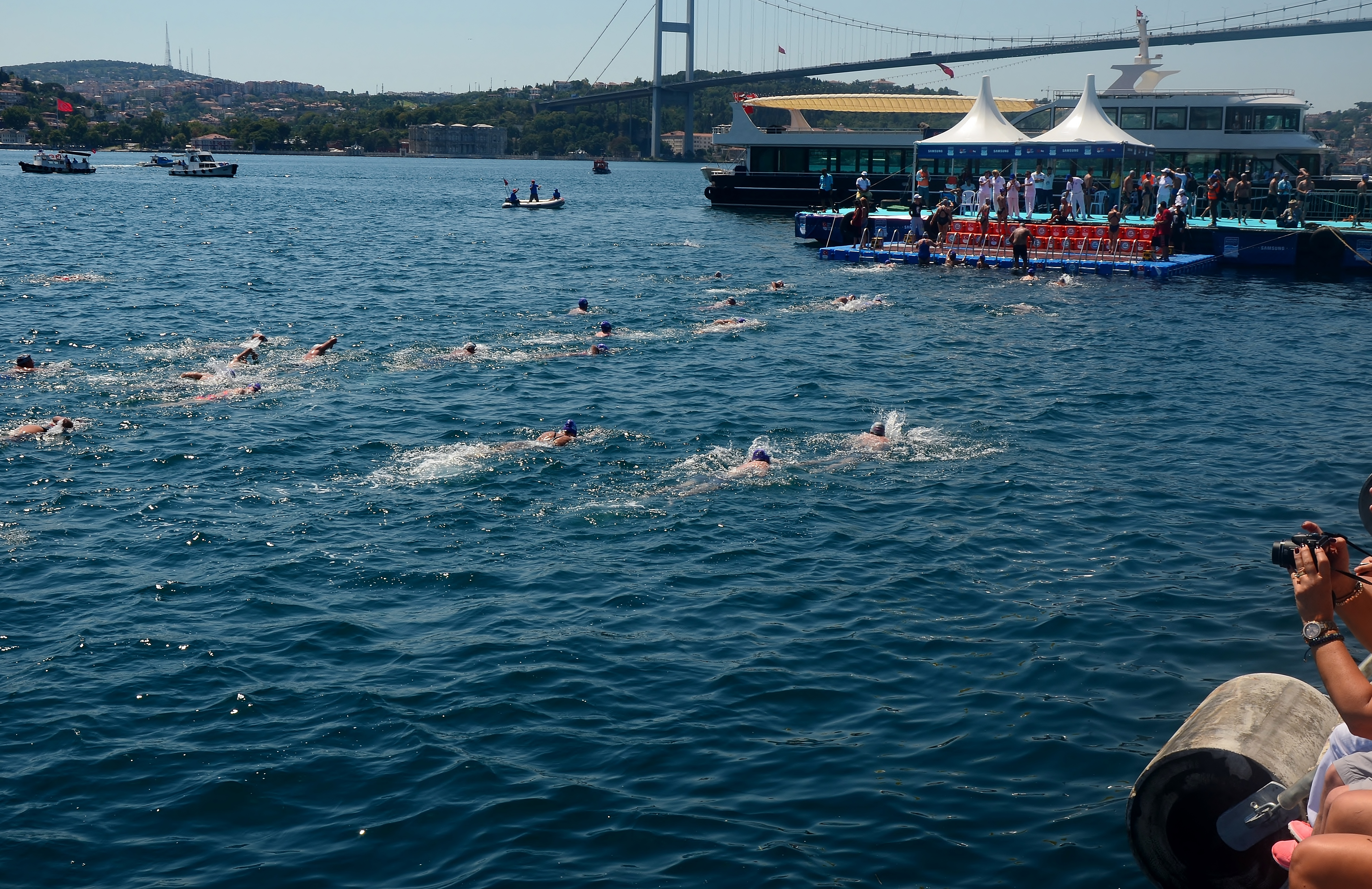
Punto di arrivo della Bosphorus Cross Continental Swim al Parco di Cemil Topuzlu di Kuruçeşme

## Monumenti e luoghi d'interesse
A Kuruçeşme si trovano l'arena Paraf Kuruçeşme e il parco Cemil Topuzlu, il quale è il punto di arrivo dell'annuale "Competizione Natatoria Crosscontinentale del Bosforo" (in turco Boğaziçi Kıtalararası Yüzme Yarışı). Anche notevole è il Padiglione di Ali Vafi.